# Pom (gerecht)

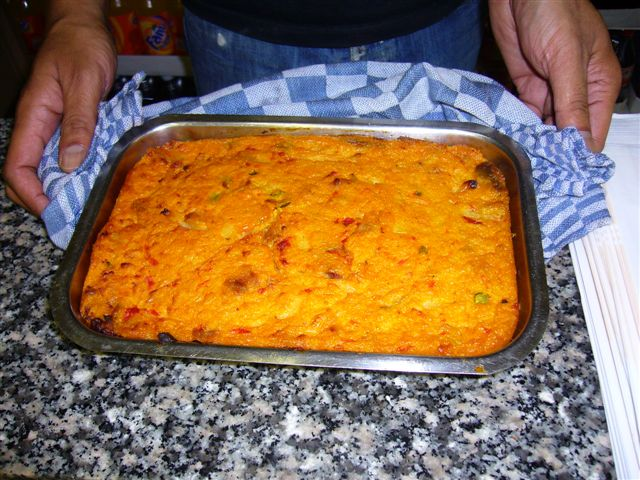
Pom, net uit de oven

Pom is een Surinaamse ovenschotel. Het gerecht heeft een Joodse oorsprong. De ovenschotel werd door de vroegere Joden in een koosjere vorm en zonder bereiding met de Zuid-Amerikaanse tayer genuttigd in Suriname. Het basisingrediënt is afkomstig van de wortelknollen van de tayer (Xanthosoma sagittifolium) die in heel Zuid-Amerika groeit, ook in het binnenland van Suriname. In de volksmond noemt men deze tayer pongtaya of pomtayer en het daaruit bereide gerecht noemt men pom. Pomtayer werd ooit alleen door de oorspronkelijke bewoners van Zuid-Amerika gekookt gegeten. 
In Nederland is kant-en-klare pomtayer, geraspt en diepgevroren, verkrijgbaar. Kip en specerijen worden tijdens de bereiding van de vulling toegevoegd. Pom wordt in een vuurvaste ovenschaal in de oven bereid. De gekruide vulling van kip wordt van tevoren gebraden.
Pom wordt gegeten als hoofdgerecht op (verjaardags)feesten, familiebijeenkomsten en andere speciale gelegenheden zoals Pasen en Kerstmis. Het wordt gegeten met witte rijst en groenten, maar ook als hapje tussendoor op brood als 'broodje pom'. 
Evenals roti geniet pom een grote populariteit onder alle bevolkingsgroepen en het heeft een vaste plek in het Surinaams menu. Het wordt ook in Nederland gegeten.